# City Pier A

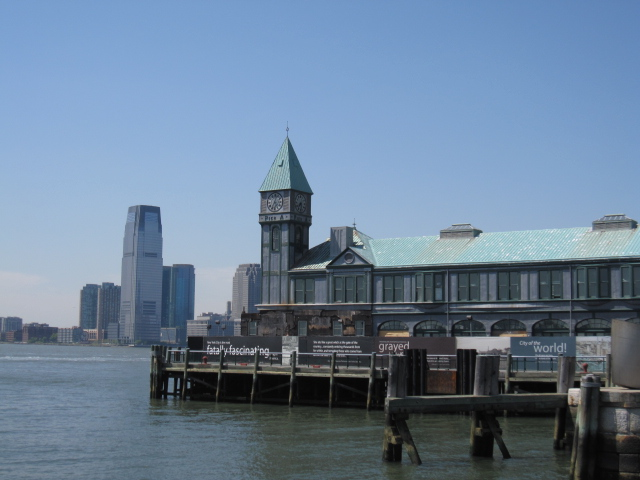
City Pier A är ett av Manhattans landmärken.

City Pier A är en kommunal brygga i floden Hudson vid Battery Park på Manhattans sydspets i New York. Bryggan är ett av Manhattans landmärken och har också kallats Liberty Gateway.